# Aleuropteryx
Aleuropteryx is een geslacht van insecten uit de familie van de dwerggaasvliegen (Coniopterygidae), die tot de orde netvleugeligen (Neuroptera) behoort.

## Soorten
- A. arabica Meinander, 1977
- A. arceuthobii Meinander, 1975
- A. argentata Tjeder, 1957
- A. arizonica V. Johnson, 1981
- A. capensis Meinander, 1983
- A. clavicornis Meinander, 1995
- A. cupressi Meinander, 1974
- A. dorsalis Meinander, 1998
- A. dragoonica V. Johnson, 1981
- A. felix Meinander, 1977
- A. furcocubitalis H. Asp?k & U. Asp?k, 1968
- A. hoelzeli Meinander, 1998
- A. iberica Monserrat, 1977
- A. juniperi Ohm, 1968
- A. knowltoni V. Johnson, 1981
- A. loewii Klap?ek, 1894
- A. longipennis Meinander, 1974
- A. longiscapes Meinander, 1965
- A. maculata Meinander, 1963
- A. maculipennis Meinander, 1972
- A. megacornis V. Johnson, 1981
- A. mestrei Monserrat, 1997
- A. minuta Meinander, 1965
- A. multispinosa Meinander, 1998
- A. ohmi Meinander, 1998
- A. pseudocapensis Meinander, 1998
- A. punctata Meinander, 1974
- A. remane Rausch et al., 1978
- A. ressli Rausch et al., 1978
- A. rugosa Meinander, 1995
- A. simillima Meinander, 1972
- A. sinica Liu et al., 2003
- A. teleki Szir?i, 1990
- A. transvaalensis Meinander, 1998
- A. umbrata Zeleny, 1964
- A. unicolor Meinander, 1972
- A. vartianorum H. Asp?k & U. Asp?k, 1967
- A. vulgaris Meinander, 1972
- A. wawrikae Rausch & H. Asp?k, 1978
- A. werneri V. Johnson, 1981